# Текстор, Иоганн Вольфганг (старший)
Иоганн Вольфганг Текстор-старший (нем. Johann Wolfgang Textor der Ältere; 20 января 1638, Нойенштайн — 27 декабря 1701, Франкфурт-на-Майне) — немецкий юрист и архивист. Прапрадед знаменитого поэта Иоганна Вольфганга фон Гёте по материнской линии.

## Биография
Иоганн Вольфганг Текстор-старший происходил из семьи, которая на протяжении нескольких поколений проживала в земле Гогенлоэ. Его отец, советник Гогенлоэ и директор канцелярии Вольфганг Текстор (1588—1650), латинизировал первоначальную фамилию. В то время, как дед Георг Вебер (1561—после 1615) все ещё занимался портным в Вайкерсхайме, его сын после изучения юриспруденции поступил на государственную службу к графу Гогенлоэ-Лангенбургскому в Нойенштайне. 
Иоганн Вольфганг Текстор-старший родился 20 января 1638 года в семье советника Гогенлоэ и директора канцелярии Вольфганга Текстора и его жены Магдалены Текстор, урождённой Энслин (1613—1673). Он изучал право в Йене с 1653 года, в Страсбурге с 1655 года и в качестве стажера поступил в Имперский камеральный суд в Шпайере в 1658 году. С 1662 по 1666 год он занимал должность своего отца в Нойенштайне, перемежающуюся докторской степенью в Страсбурге. В 1666 году он был назначен профессором Альтдорфского университета, где среди его учеников был Готфрид Вильгельм Лейбниц. Его лекции и юридические трактаты, но особенно его деятельность в качестве юрисконсульта в имперском городе Нюрнберг, быстро завоевали ему хорошую репутацию, так что в 1673 году он стал профессором права Гейдельбергского университета и помощником придворного и брачного суда. В 1688 году он был назначен вице-президентом этого суда. Из-за разрушений, нанесенных Гейдельбергу войной за Пфальцское наследство, в начале 1691 года он получил репутацию синдика и юрисконсульта Вольного имперского города Франкфурта-на-Майне. В его обязанности входило ведение городских юридических дел, в том числе представительство города в Рейхскаммергерихте. На второстепенной должности он также отвечал за управление городским архивом Франкфурта. Иоганн Вольфганг Текстор-старший умер 27 декабря 1701 года от последствий инсульта во Франкфурте-на-Майне. Его могила находится в церкви Святой Екатерины. 

## Семья
Иоганн Вольфганг Текстор-старший был женат на Анне Маргарете Пристер (род. 1640), внучке магистра и евангелическо-лютеранского пастора Конрада Лея, получившего звание поэта-лауреата. Церемония бракосочетания состоялась 20 апреля 1663 года в Нойенштайне. У пары родился сын Кристоф Генрих Текстор (1666—1716), который в 1693 году женился на Марии Катарине Аппель (1665—1741), дочери гражданина Франкфурта Иоганна Николауса Аппеля (1627—1702) и его жены Анны Марии Аппель, урождённой Вальтер (1633—1713) и поселился во Франкфурте-на-Майне в качестве адвоката. Его внук Иоганн Вольфганг Текстор (1693—1771) был отцом Катарины Элизабет Гёте (1731—1808), матери Иоганна Вольфганга фон Гёте.

## Дальние родственники
У Иоганна Вольфганга Текстора-старшего была старшая сводная сестра София Пракседис Текстор (род. 1616) от первого брака его отца, которая впоследствии вышла замуж за Иоганна Давида Шегка (1598—после 1645), который был правнуком юриста, медика и философа Якоба Шегка (1511—1587), она также была матерью Иоганна Александра Шегка (1639—1690). У Иоганна Александра Шегка был одноимённый сын Иоганн Александр Шегк (1670—1745), у которого было трое детей: Анна Мария фон Шегк (1699—1739), которая была замужем за Иоганном Андреасом фон Шмидтом (1691—1760), Карл Якоб Шегк (1703—1788) и София Клара фон Шегк (1706—1786), которая была замужем за действительным тайным советником Георгом Фридрихом фон Шейдем (1698—1763), у Иоганна Александра Шегка также была дочь София Доротея Шегк (1672—1699), которая была замужем за Филиппом Якобом Отто (1658—1715). У Софии Доротеи Шегк была дочь София Доротея Отто (1697—1762), которая впоследствии вышла замуж за Георга Генриха Ланге (1689—1755). 
У Анны Марии Шегк от брака с Иоганном Андреасом фон Шмидтом было два сына: Иоганн Георг фон Шмидт (1722—1789) и Карл Александр фон Шмидт (род. 1727). 
У Георга Фридриха фон Шейда и Софии Клары фон Шегк было всего лишь одна дочь Аурелия Франциска Людовика фон Шейд (1740—1800), которая впоследствии вышла замуж за протестанского юриста и правительственного советника Лукаса Фридриха фон Герта (1720—1779), который был сыном профессора в Гиссене Иоганна Казимира Герта (1680—1748) и внуком врача и тайного советника Иоганна Кристофа Герта (1649—1731). У Лукаса Фридриха фон Герта и Аурелии Франциски Людовики фон Герт было девять детей: София Луиза Фридерика Сабина фон Герт (1759—1826), которая была замужем за высокопоставленным чиновником финансового управления ландграфства Гессен-Дармштадт и Великого герцогства Гессен Эрнстом Вильгельмом Циммерманом (1752—1820), Сюзанна Филиппина Регина Якобина фон Герт (1760—1833), которая была замужем за Почтмейстером Иоганном Михаэлем Гиршем, Карл Андреас фон Герт (1762—1831), Луиза Филиппина Генриетта Фридерика Жоржетта Герт (1764—1849), которая была замужем за проповедником Кристианом Лебрехтом Готфридом Кресмаром (1758—1831), Кристоф Людвиг фон Герт (1766—1768), Луиза Франциска Иоганнетта Герт (1768—1855), которая была замужем за купцом Антоном Алоисом Марией Брентано, Элизабет София Герт (1770—1811), которая бела замужем за купцом и коммерсантом Иоганном Фридрихом Генрихом Хизером, Иоганн Филипп фон Герт (1772—1827) и Иоганнета София Герт (1773—1837), которая была замужем за доктором Иоганном Якобом Целла (1756—1820).
У Георга Генриха Ланге и Софии Доротеи Отто было два сына: Кристиан Генрих Ланге (1724—1797) и Герман Фридрих Готлиб Ланге (1728—1771). У Кристиана Генриха Ланге была дочь Катарина София Фридерика Ланге (1756—1841), которая впоследствии вышла замуж за Иоганна Людвига Маурера (1741—1803), их дочери Луиза Каролина Маурер (1793—1867) и Каролина Кристиана Фридерика Маурер (1796—1882), вышли замуж за братьев Людвига Шлейермахера (1785—1844) и Андреаса Шлейермахера (1787—1858), а среди потомков Германа Фридриха Готлиба Ланге был политик и правящий бургомистр Берлина Эрнст Рейтер (1889—1953).

## Работы
Его самая важная публикация-Synopsis Juris Gentium (1680), в которой Текстор противопоставляет теории позитивизма школе гузнатуралистов, которую возглавлял Самуэль фон Пуфендорф. В 1698 году во Франкфурте был напечатан том, состоящий из тридцати восьми диспутаций, относящихся к периоду с 1666 по 1686 год, вместе с некоторыми текстами его научных лекций.

## Веб-ссылки
- https://www.deutsche-digitale-bibliothek.de/person/gnd/10063480X
- http://www.goethe-genealogie.de/verwandtschaft/ahnentafel/ahnentafel.html
- https://frankfurter-personenlexikon.de/node/1467